# Preliminariile Ligii Campionilor 2012-2013
Mai jos sunt meciurile jucate din preliminariile Ligii Campionilor 2012-2013.

## Primul tur preliminar

### Tragera la sorți
| Seeded                      | Unseeded                            |
| --------------------------- | ----------------------------------- |
| Linfield Dudelange Valletta | Tre Penne FC Lusitanos B36 Tórshavn |

### Meciuri
| Echipa 1      | Scor gen.   | Echipa 2     | Tur | Retur    |
| ------------- | ----------- | ------------ | --- | -------- |
| F91 Dudelange | 11–0        | Tre Penne    | 7–0 | 4–0      |
| Valletta      | 9–0         | Lusitanos    | 8–0 | 1–0      |
| Linfield      | 0–0 (4–3 p) | B36 Tórshavn | 0–0 | 0–0 d.p. |

#### Tur
| F91 Dudelange                                                                  | 7–0    | Tre Penne |
| ------------------------------------------------------------------------------ | ------ | --------- |
| Melisse 25' Benzouien 29', 53' Legros 47' Joachim 51', 90+3' D'Orsi 78' (o.g.) | Raport |           |

| Valletta                                                               | 8–0    | Lusitanos |
| ---------------------------------------------------------------------- | ------ | --------- |
| Caruana 4' Mifsud 10', 18', 45', 70' Jhonnattann 17', 23' E. Agius 72' | Raport |           |

| Linfield | 0–0    | B36 Tórshavn |
| -------- | ------ | ------------ |
|          | Raport |              |

#### Retur
| B36 Tórshavn                                            | 0–0 (d.p.) | Linfield                          |
| ------------------------------------------------------- | ---------- | --------------------------------- |
|                                                         | Raport     |                                   |
| Matras · Danielsen · S. Olsen · R Jacobsen · Cieślewicz | 3–4        | Ervin · Browne · Carvill · McCaul |

0–0 în total. Linfield a câștigat 4–3 la loviturile de departajare.
| Lusitanos | 0–1    | Valletta        |
| --------- | ------ | --------------- |
|           | Raport | Jhonnattann 16' |

Valletta a câștigat 9–0 la general.
| Tre Penne | 0–4    | F91 Dudelange                              |
| --------- | ------ | ------------------------------------------ |
|           | Raport | Joachim 28', 34' Benzouien 41' Gomez 45+1' |

F91 Dudelange a câștigat 11-0 la general.

## Al doilea tur preliminar

### Tragerea la sorți
| Group 1                                           | Group 1                                                           | Group 2                                                   | Group 2                                                              | Group 3                                                                        | Group 3                                                                                  |
| Seeded                                            | Unseeded                                                          | Seeded                                                    | Unseeded                                                             | Seeded                                                                         | Unseeded                                                                                 |
| ------------------------------------------------- | ----------------------------------------------------------------- | --------------------------------------------------------- | -------------------------------------------------------------------- | ------------------------------------------------------------------------------ | ---------------------------------------------------------------------------------------- |
| BATE Borisov Žilina Debrecen Maribor AEL Limassol | Ironi Kiryat Shmona Željezničar Linfield† Skënderbeu Korçë Vardar | Basel Red Bull Salzburg Helsingborg Ventspils HJK Ekranas | Shamrock Rovers Molde KR The New Saints F91 Dudelange† Flora Tallinn | Dinamo Zagreb Partizan Sheriff Tiraspol Slovan Liberec Śląsk Wrocław Zestafoni | Ludogorets Razgrad Valletta† Budućnost Podgorica Neftchi Baku Shakhter Karagandy Ulisses |

† Winners of the previous round whose identity was not known at the time of the draw

### Meciuri
| Echipa 1            | Scor gen. | Echipa 2            | Tur | Retur    |
| ------------------- | --------- | ------------------- | --- | -------- |
| Skënderbeu Korçë    | 1–3       | Debrecen            | 1–0 | 0–3      |
| Maribor             | 6–2       | Željezničar         | 4–1 | 2–1      |
| Žilina              | 1–2       | Ironi Kiryat Shmona | 1–0 | 0–2      |
| BATE Borisov        | 3–2       | Vardar              | 3–2 | 0–0      |
| AEL Limassol        | 3–0       | Linfield            | 3–0 | 0–0      |
| Shamrock Rovers     | 1–2       | Ekranas             | 0–0 | 1–2      |
| Flora Tallinn       | 0–5       | Basel               | 0–2 | 0–3      |
| The New Saints      | 0–3       | Helsingborg         | 0–0 | 0–3      |
| HJK                 | 9–1       | KR                  | 7–0 | 2–1      |
| Molde               | 4–1       | Ventspils           | 3–0 | 1–1      |
| F91 Dudelange       | 4–4 (a)   | Red Bull Salzburg   | 1–0 | 3–4      |
| Slovan Liberec      | 2–1       | Shakhter Karagandy  | 1–0 | 1–1 d.p. |
| Ludogorets Razgrad  | 3–4       | Dinamo Zagreb       | 1–1 | 2–3      |
| Neftchi Baku        | 5–2       | Zestafoni           | 3–0 | 2–2      |
| Ulisses             | 0–2       | Sheriff Tiraspol    | 0–1 | 0–1      |
| Valletta            | 2–7       | Partizan            | 1–4 | 1–3      |
| Budućnost Podgorica | 1–2       | Śląsk Wrocław       | 0–2 | 1–0      |

#### Tur
| Ulisses | 0–1    | Sheriff Tiraspol |
| ------- | ------ | ---------------- |
|         | Report | Gheorghiev 60'   |

| Flora Tallinn | 0–2    | Basel                   |
| ------------- | ------ | ----------------------- |
|               | Report | A. Frei 64', 87' (pen.) |

| HJK                                                                       | 7–0    | KR |
| ------------------------------------------------------------------------- | ------ | -- |
| Mäkelä 13', 78', 83' Väyrynen 20' (pen.) Pohjanpalo 48', 67' Schüller 57' | Report |    |

| Neftchi Baku                           | 3–0    | Zestafoni |
| -------------------------------------- | ------ | --------- |
| Imamverdiyev 22' Wobay 24' Canales 63' | Report |           |

| F91 Dudelange | 1–0    | Red Bull Salzburg |
| ------------- | ------ | ----------------- |
| Joachim 75'   | Report |                   |

| Slovan Liberec | 1–0    | Shakhter Karagandy |
| -------------- | ------ | ------------------ |
| Hadaščok 23'   | Report |                    |

| Žilina     | 1–0    | Ironi Kiryat Shmona |
| ---------- | ------ | ------------------- |
| Piaček 82' | Report |                     |

| The New Saints | 0–0    | Helsingborg |
| -------------- | ------ | ----------- |
|                | Report |             |

| Skënderbeu Korçë | 1–0    | Debrecen |
| ---------------- | ------ | -------- |
| Plaku 65'        | Report |          |

| Valletta   | 1–4    | Partizan                                        |
| ---------- | ------ | ----------------------------------------------- |
| Mifsud 65' | Report | Tomić 6' Ivanov 33' S. Šćepović 42' Ostojić 71' |

| Shamrock Rovers | 0–0    | Ekranas |
| --------------- | ------ | ------- |
|                 | Report |         |

| BATE Borisov                          | 3–2    | Vardar                        |
| ------------------------------------- | ------ | ----------------------------- |
| Mazalewski 41' Radyyonaw 90+2', 90+4' | Report | Kostovski 54' Stjepanović 62' |

| AEL Limassol                   | 3–0    | Linfield |
| ------------------------------ | ------ | -------- |
| Vouho 16' Ouon 29' Dickson 54' | Report |          |

| Maribor                                       | 4–1    | Željezničar  |
| --------------------------------------------- | ------ | ------------ |
| Berić 47', 76' Mezga 67' (pen.) Tavares 90+2' | Report | Adilović 15' |

| Ludogorets Razgrad | 1–1    | Dinamo Zagreb  |
| ------------------ | ------ | -------------- |
| Marcelinho 67'     | Report | Rukavina 90+2' |

| Molde                            | 3–0    | Ventspils |
| -------------------------------- | ------ | --------- |
| Angan 53', 83' Forren 74' (pen.) | Report |           |

| Budućnost Podgorica | 0–2    | Śląsk Wrocław              |
| ------------------- | ------ | -------------------------- |
|                     | Report | Elsner 19' Mila 49' (pen.) |

Note
- Note 1: Neftchi Baku played their home match at Dalga Arena, Baku instead of their regular stadium, Ismat Gayibov Stadium, Baku.

#### Retur
| Shakhter Karagandy | 1–1 (d.p.) | Slovan Liberec |
| ------------------ | ---------- | -------------- |
| Kukeyev 40' (pen.) | Report     | Blažek 120'    |

Slovan Liberec won 2–1 on aggregate.
| Ventspils    | 1–1    | Molde      |
| ------------ | ------ | ---------- |
| Kurakins 24' | Report | Eikrem 37' |

Molde won 4–1 on aggregate.
| Red Bull Salzburg                                             | 4–3    | F91 Dudelange                  |
| ------------------------------------------------------------- | ------ | ------------------------------ |
| Jantscher 28' Hinteregger 37' Cristiano 81' (pen.) Zárate 82' | Report | Steinmetz 26', 57' Joachim 48' |

4–4 on aggregate. F91 Dudelange won on away goals.
| Ironi Kiryat Shmona               | 2–0    | Žilina |
| --------------------------------- | ------ | ------ |
| Leitner 71' (o.g.) Abuhatzira 78' | Report |        |

Ironi Kiryat Shmona won 2–1 on aggregate.
| Ekranas                       | 2–1    | Shamrock Rovers     |
| ----------------------------- | ------ | ------------------- |
| Anđelković 45+1' Kymantas 63' | Report | McCabe 90+2' (pen.) |

Ekranas won 2–1 on aggregate.
| Zestafoni            | 2–2    | Neftchi Baku                 |
| -------------------- | ------ | ---------------------------- |
| Mujiri 16' Dvali 19' | Report | Wobay 22' Sadigov 52' (pen.) |

Neftchi Baku won 5–2 on aggregate.
| Sheriff Tiraspol     | 1–0    | Ulisses |
| -------------------- | ------ | ------- |
| Samardžić 66' (pen.) | Report |         |

Sheriff Tiraspol won 2–0 on aggregate.
| Basel                 | 3–0    | Flora Tallinn |
| --------------------- | ------ | ------------- |
| Zoua 9', 31' Díaz 63' | Report |               |

Basel won 5–0 on aggregate.
| Debrecen                     | 3–0    | Skënderbeu Korçë |
| ---------------------------- | ------ | ---------------- |
| Coulibaly 12', 87' Varga 58' | Report |                  |

Debrecen won 3–1 on aggregate.
| Partizan                    | 3–1    | Valletta   |
| --------------------------- | ------ | ---------- |
| Tomić 10', 67' Mitrović 73' | Report | Mifsud 60' |

Partizan won 7–2 on aggregate.
| Željezničar | 1–2    | Maribor                 |
| ----------- | ------ | ----------------------- |
| Kvesić 59'  | Report | Ibraimi 20' Tavares 86' |

Maribor won 6–2 on aggregate.
| KR          | 1–2    | HJK                     |
| ----------- | ------ | ----------------------- |
| Atlason 74' | Report | Sadik 66' Lindström 72' |

HJK won 9–1 on aggregate.
| Helsingborg                  | 3–0    | The New Saints |
| ---------------------------- | ------ | -------------- |
| Atta 8' Sørum 27' Santos 89' | Report |                |

Helsingborg won 3–0 on aggregate.
| Vardar | 0–0    | BATE Borisov |
| ------ | ------ | ------------ |
|        | Report |              |

BATE Borisov won 3–2 on aggregate.
| Linfield | 0–0    | AEL Limassol |
| -------- | ------ | ------------ |
|          | Report |              |

AEL Limassol won 3–0 on aggregate.
| Dinamo Zagreb                | 3–2    | Ludogorets Razgrad          |
| ---------------------------- | ------ | --------------------------- |
| Rukavina 33', 60' Vida 90+8' | Report | Gargorov 12' Marcelinho 36' |

Dinamo Zagreb won 4–3 on aggregate.
| Śląsk Wrocław | 0–1    | Budućnost Podgorica |
| ------------- | ------ | ------------------- |
|               | Report | N. Vukčević 15'     |

Śląsk Wrocław won 2–1 on aggregate.
Note
- Note 2: Ironi Kiryat Shmona played their home match at Kiryat Eliezer Stadium, Haifa instead of their regular stadium, Municipal Stadium, Kiryat Shmona.
- Note 3: Debrecen played their home match at Városi Stadion, Nyíregyháza instead of their regular stadium, Stadion Oláh Gábor Út, Debrecen.
- Note 4: Željezničar played their home match at Asim Ferhatović Hase Stadium, Sarajevo instead of their regular stadium, Stadion Grbavica, Sarajevo.

## Al treilea tur preliminar

### Tragerea la sorți
| Champions Route                                               | Champions Route                                            | Champions Route                                             | Champions Route                                           | League Route                                   | League Route                            |
| Group 1                                                       | Group 1                                                    | Group 2                                                     | Group 2                                                   | League Route                                   | League Route                            |
| Seeded                                                        | Unseeded                                                   | Seeded                                                      | Unseeded                                                  | Seeded                                         | Unseeded                                |
| ------------------------------------------------------------- | ---------------------------------------------------------- | ----------------------------------------------------------- | --------------------------------------------------------- | ---------------------------------------------- | --------------------------------------- |
| Anderlecht BATE Borisov† F91 Dudelange† CFR Cluj Helsingborg† | Debrecen† Maribor† Slovan Liberec† Śląsk Wrocław† Ekranas† | Basel† Celtic Dinamo Zagreb† Ironi Kiryat Shmona† Partizan† | Sheriff Tiraspol† Molde† HJK† AEL Limassol† Neftchi Baku† | Dynamo Kyiv Panathinaikos Copenhaga Fenerbahçe | Club Brugge Vaslui Feyenoord Motherwell |

† Winners of the previous round whose identity was not known at the time of the draw (teams in italics defeated a team with a higher coefficient in the previous round, thus effectively taking the coefficient of their opponent in the draw for this round)

### Meciuri
| Echipa 1            | Scor gen.       | Echipa 2        | Tur             | Retur           |                 |
| Champions Route     | Champions Route | Champions Route | Champions Route | Champions Route | Champions Route |
| ------------------- | --------------- | --------------- | --------------- | --------------- | --------------- |
| Maribor             | 5–1             | F91 Dudelange   | 4–1             | 1–0             |                 |
| BATE Borisov        | 3–1             | Debrecen        | 1–1             | 2–0             |                 |
| CFR Cluj            | 3–1             | Slovan Liberec  | 1–0             | 2–1             |                 |
| Anderlecht          | 11–0            | Ekranas         | 5–0             | 6–0             |                 |
| Śląsk Wrocław       | 1–6             | Helsingborg     | 0–3             | 1–3             |                 |
| Sheriff Tiraspol    | 0–5             | Dinamo Zagreb   | 0–1             | 0–4             |                 |
| Celtic              | 4–1             | HJK             | 2–1             | 2–0             |                 |
| Molde               | 1–2             | Basel           | 0–1             | 1–1             |                 |
| Ironi Kiryat Shmona | 6–2             | Neftchi Baku    | 4–0             | 2–2             |                 |
| AEL Limassol        | 2–0             | Partizan        | 1–0             | 1–0             |                 |
| League Route        |                 |                 |                 |                 |                 |
| Fenerbahçe          | 5–2             | Vaslui          | 1–1             | 4–1             |                 |
| Motherwell          | 0–5             | Panathinaikos   | 0–2             | 0–3             |                 |
| Copenhaga           | 3–2             | Club Brugge     | 0–0             | 3–2             |                 |
| Dynamo Kyiv         | 3–1             | Feyenoord       | 2–1             | 1–0             |                 |

#### Tur
| Dynamo Kyiv                 | 2–1    | Feyenoord   |
| --------------------------- | ------ | ----------- |
| Immers 56' (o.g.) Ideye 69' | Report | Schaken 49' |

| Motherwell | 0–2    | Panathinaikos                      |
| ---------- | ------ | ---------------------------------- |
|            | Report | Christodoulopoulos 14' Mavrias 75' |

| BATE Borisov        | 1–1    | Debrecen   |
| ------------------- | ------ | ---------- |
| Sidibe 90+3' (o.g.) | Report | Sidibe 67' |

| Ironi Kiryat Shmona                                 | 4–0    | Neftchi Baku |
| --------------------------------------------------- | ------ | ------------ |
| Badash 42' (pen.) Abuhatzira 52' Gerzicich 70', 76' | Report |              |

| Sheriff Tiraspol | 0–1    | Dinamo Zagreb |
| ---------------- | ------ | ------------- |
|                  | Report | Bećiraj 14'   |

| Molde | 0–1    | Basel    |
| ----- | ------ | -------- |
|       | Report | Zoua 79' |

| AEL Limassol | 1–0    | Partizan |
| ------------ | ------ | -------- |
| Vouho 13'    | Report |          |

| Maribor                              | 4–1    | F91 Dudelange |
| ------------------------------------ | ------ | ------------- |
| Mezga 13', 47' Tavares 38' Berić 77' | Report | Joachim 90+2' |

| Anderlecht                                           | 5–0    | Ekranas |
| ---------------------------------------------------- | ------ | ------- |
| De Sutter 2' Kanu 21' Mbokani 41', 52' Jovanović 87' | Report |         |

| Copenhaga | 0–0    | Club Brugge |
| --------- | ------ | ----------- |
|           | Report |             |

| CFR Cluj        | 1–0    | Slovan Liberec |
| --------------- | ------ | -------------- |
| Cadú 53' (pen.) | Report |                |

| Śląsk Wrocław | 0–3    | Helsingborg                                   |
| ------------- | ------ | --------------------------------------------- |
|               | Report | Finnbogason 36' C. Andersson 72' Nordmark 85' |

| Celtic                 | 2–1    | HJK          |
| ---------------------- | ------ | ------------ |
| Hooper 54' Mulgrew 61' | Report | Schüller 48' |

| Fenerbahçe  | 1–1    | Vaslui    |
| ----------- | ------ | --------- |
| İrtegün 90' | Report | Antal 75' |

Note
- Note 5: Ironi Kiryat Shmona played their home match at Kiryat Eliezer Stadium, Haifa as instead of their regular stadium, Municipal Stadium, Kiryat Shmona.
- Note 6: AEL Limassol played their home match at Antonis Papadopoulos Stadium, Larnaca instead of their regular stadium, Tsirion Stadium, Limassol.

#### Retur
| Feyenoord | 0–1    | Dynamo Kyiv |
| --------- | ------ | ----------- |
|           | Report | Ideye 90+6' |

Dynamo Kyiv won 3–1 on aggregate.
| Debrecen | 0–2    | BATE Borisov                |
| -------- | ------ | --------------------------- |
|          | Report | Mazalewski 25' Valadzko 59' |

BATE Borisov won 3–1 on aggregate.
| F91 Dudelange | 0–1    | Maribor     |
| ------------- | ------ | ----------- |
|               | Report | Mertelj 79' |

Maribor won 5–1 on aggregate.
| Helsingborg         | 3–1    | Śląsk Wrocław |
| ------------------- | ------ | ------------- |
| Sørum 43', 49', 68' | Report | Díaz 31'      |

Helsingborg won 6–1 on aggregate.
| Neftchi Baku               | 2–2    | Ironi Kiryat Shmona     |
| -------------------------- | ------ | ----------------------- |
| Wobay 31' Imamverdiyev 76' | Report | Badash 50' Lencse 90+1' |

Ironi Kiryat Shmona won 6–2 on aggregate.
| Slovan Liberec | 1–2    | CFR Cluj                     |
| -------------- | ------ | ---------------------------- |
| Šural 58'      | Report | Kapetanos 45+1' Sougou 90+4' |

CFR Cluj won 3–1 on aggregate.
| Ekranas | 0–6    | Anderlecht                                                                  |
| ------- | ------ | --------------------------------------------------------------------------- |
|         | Report | Kljestan 9' Praet 31' Yakovenko 45+3' De Sutter 47' Molins 62' Fernando 87' |

Anderlecht won 11–0 on aggregate.
| HJK | 0–2    | Celtic                 |
| --- | ------ | ---------------------- |
|     | Report | Ledley 67' Samaras 86' |

Celtic won 4–1 on aggregate.
| Basel        | 1–1    | Molde      |
| ------------ | ------ | ---------- |
| D. Degen 75' | Report | Berget 32' |

Basel won 2–1 on aggregate.
| Vaslui      | 1–4    | Fenerbahçe                        |
| ----------- | ------ | --------------------------------- |
| Niculae 14' | Report | Erkin 12' Kuyt 71', 76' Sow 90+2' |

Fenerbahçe won 5–2 on aggregate.
| Club Brugge           | 2–3    | Copenhaga                              |
| --------------------- | ------ | -------------------------------------- |
| Jordi 24' Odjidja 66' | Report | Jørgensen 61' Bolaños 78' Santin 90+5' |

Copenhagen won 3–2 on aggregate.
| Dinamo Zagreb                           | 4–0    | Sheriff Tiraspol |
| --------------------------------------- | ------ | ---------------- |
| Vida 16' Bećiraj 34' Čop 78' Ibáñez 87' | Report |                  |

Dinamo Zagreb won 5–0 on aggregate.
| Partizan | 0–1    | AEL Limassol    |
| -------- | ------ | --------------- |
|          | Report | Dosa Júnior 23' |

AEL Limassol won 2–0 on aggregate.
| Panathinaikos                                  | 3–0    | Motherwell |
| ---------------------------------------------- | ------ | ---------- |
| Christodoulopoulos 51' Mavrias 75' Sissoko 83' | Report |            |

Panathinaikos won 5–0 on aggregate.
Notes
- Note 7: Debrecen played their home match at Városi Stadion, Nyíregyháza instead of their regular stadium, Stadion Oláh Gábor Út, Debrecen.
- Note 8: Neftchi Baku played their home match at Dalga Arena, Baku instead of their regular stadium, Ismat Gayibov Stadium, Baku.
- Note 9: Ekranas played their home match at LFF Stadium, Vilnius instead of their regular stadium, Aukštaitija Stadium, Panevėžys.
- Note 10: Vaslui played their home match at Stadionul Ceahlăul, Piatra Neamț instead of their regular stadium, Stadionul Municipal, Vaslui.

## Play-off

### Tragera la sorți
| Champions route                                    | Champions route                                               | League route                                              | League route                                             | League route |
| Seeded                                             | Unseeded                                                      | Seeded                                                    | Unseeded                                                 |              |
| -------------------------------------------------- | ------------------------------------------------------------- | --------------------------------------------------------- | -------------------------------------------------------- | ------------ |
| Basel Anderlecht Celtic BATE Borisov Dinamo Zagreb | CFR Cluj Helsingborg Maribor AEL Limassol Ironi Kiryat Shmona | Braga Dynamo Kyiv Panathinaikos Copenhaga Spartak Moscova | Fenerbahçe Udinese Lille Málaga Borussia Mönchengladbach |              |

### Meciuri
| Echipa 1                 | Scor gen.       | Echipa 2            | Tur             | Retur           |                 |
| Champions route          | Champions route | Champions route     | Champions route | Champions route | Champions route |
| ------------------------ | --------------- | ------------------- | --------------- | --------------- | --------------- |
| Basel                    | 1–3             | CFR Cluj            | 1–2             | 0–1             |                 |
| Helsingborg              | 0–4             | Celtic              | 0–2             | 0–2             |                 |
| BATE Borisov             | 3–1             | Ironi Kiryat Shmona | 2–0             | 1–1             |                 |
| AEL Limassol             | 2–3             | Anderlecht          | 2–1             | 0–2             |                 |
| Dinamo Zagreb            | 3–1             | Maribor             | 2–1             | 1–0             |                 |
| League route             |                 |                     |                 |                 |                 |
| Braga                    | 2–2 (5–4 p)     | Udinese             | 1–1             | 1–1 d.p.        |                 |
| Spartak Moscova          | 3–2             | Fenerbahçe          | 2–1             | 1–1             |                 |
| Málaga                   | 2–0             | Panathinaikos       | 2–0             | 0–0             |                 |
| Borussia Mönchengladbach | 3–4             | Dynamo Kyiv         | 1–3             | 2–1             |                 |
| Copenhaga                | 1–211           | Lille               | 1–0             | 0–2 d.p.        |                 |

Notes
- Note 11: Order of legs reversed after original draw.

#### Tur
| Spartak Moscova             | 2–1    | Fenerbahçe |
| --------------------------- | ------ | ---------- |
| Emenike 59' D. Kombarov 69' | Report | Kuyt 65'   |

| Basel        | 1–2    | CFR Cluj        |
| ------------ | ------ | --------------- |
| Streller 44' | Report | Sougou 66', 71' |

| Helsingborg | 0–2    | Celtic                 |
| ----------- | ------ | ---------------------- |
|             | Report | Commons 2' Samaras 75' |

| Borussia Mönchengladbach | 1–3    | Dynamo Kyiv                                    |
| ------------------------ | ------ | ---------------------------------------------- |
| Ring 13'                 | Report | Mykhalyk 28' Yarmolenko 36' De Jong 81' (o.g.) |

| Copenhaga  | 1–0    | Lille |
| ---------- | ------ | ----- |
| Santin 38' | Report |       |

| BATE Borisov      | 2–0    | Ironi Kiryat Shmona |
| ----------------- | ------ | ------------------- |
| Rodionov 29', 78' | Report |                     |

| AEL Limassol                   | 2–1    | Anderlecht  |
| ------------------------------ | ------ | ----------- |
| Dosa Júnior 34' Rui Miguel 72' | Report | Mbokani 62' |

| Dinamo Zagreb      | 2–1    | Maribor           |
| ------------------ | ------ | ----------------- |
| Čop 10' Badelj 74' | Report | Badelj 39' (o.g.) |

| Braga       | 1–1    | Udinese   |
| ----------- | ------ | --------- |
| Ismaily 68' | Report | Basta 23' |

| Málaga                    | 2–0    | Panathinaikos |
| ------------------------- | ------ | ------------- |
| Demichelis 17' Eliseu 34' | Report |               |

Notes
- Note 12: BATE Borisov played their home match at Dynama Stadium, Minsk instead of their regular stadium, Haradski Stadium, Barysaŭ.
- Note 13: AEL Limassol played their home match at GSP Stadium, Nicosia instead of their regular stadium, Tsirion Stadium, Limassol.

#### Retur
| Ironi Kiryat Shmona | 1–1    | BATE Borisov |
| ------------------- | ------ | ------------ |
| Lencse 67'          | Report | Pawlaw 90+4' |

BATE Borisov won 3–1 on aggregate.
| Anderlecht                | 2–0    | AEL Limassol |
| ------------------------- | ------ | ------------ |
| Mbokani 81' Yakovenko 89' | Report |              |

Anderlecht won 3–2 on aggregate.
| Maribor | 0–1    | Dinamo Zagreb |
| ------- | ------ | ------------- |
|         | Report | Tonel 12'     |

Dinamo Zagreb won 3–1 on aggregate.
| Udinese                                          | 1–1 (d.p.) | Braga                                         |
| ------------------------------------------------ | ---------- | --------------------------------------------- |
| Armero 25'                                       | Report     | Micael 72'                                    |
| Domizzi · Pinzi · Maicosuel · Armero · Di Natale | 4–5        | Lima · Custódio · Éder · Paulo César · Micael |

2–2 on aggregate. Braga won 5–4 on penalties.
| Panathinaikos | 0–0    | Málaga |
| ------------- | ------ | ------ |
|               | Report |        |

Málaga won 2–0 on aggregate.
| CFR Cluj      | 1–0    | Basel |
| ------------- | ------ | ----- |
| Kapetanos 20' | Report |       |

CFR Cluj won 3–1 on aggregate.
| Celtic                 | 2–0    | Helsingborg |
| ---------------------- | ------ | ----------- |
| Hooper 30' Wanyama 88' | Report |             |

Celtic won 4–0 on aggregate.
| Fenerbahçe | 1–1    | Spartak Moscova |
| ---------- | ------ | --------------- |
| Sow 69'    | Report | Ari 6'          |

Spartak Moscow won 3–2 on aggregate.
| Dynamo Kyiv | 1–2    | Borussia Mönchengladbach         |
| ----------- | ------ | -------------------------------- |
| Ideye 88'   | Report | Khacheridi 70' (o.g.) Arango 78' |

Dynamo Kyiv won 4–3 on aggregate.
| Lille                  | 2–0 (d.p.) | Copenhaga |
| ---------------------- | ---------- | --------- |
| Digne 43' De Melo 105' | Report     |           |

Lille won 2–1 on aggregate.
Notes
- Note 14: Ironi Kiryat Shmona played their home match at Ramat Gan Stadium, Ramat Gan instead of their regular stadium, Municipal Stadium, Kiryat Shmona.

## Statistici
There were 226 goals in 88 matches in the qualifying phase and play-off round, for an average of 2.57 goals per match.
| Rank | Name              | Team          | Goals | Minutes played |
| ---- | ----------------- | ------------- | ----- | -------------- |
| 1    | Aurélien Joachim  | F91 Dudelange | 7     | 509'           |
| 2    | Michael Mifsud    | Valletta      | 6     | 360'           |
| 3    | Dieumerci Mbokani | Anderlecht    | 4     | 270'           |
| 3    | Thomas Sørum      | Helsingborg   | 4     | 389'           |
| 3    | Vitali Rodionov   | BATE Borisov  | 4     | 514'           |
| 6    | Jhonnattann       | Valletta      | 3     | 161'           |
| 6    | Jacques Zoua      | Basel         | 3     | 231'           |
| 6    | Juho Mäkelä       | HJK           | 3     | 240'           |
| 6    | Ante Rukavina     | Dinamo Zagreb | 3     | 314'           |
| 6    | Nemanja Tomić     | Partizan      | 3     | 328'           |
| 6    | Julius Wobay      | Neftchi Baku  | 3     | 345'           |
| 6    | Sofian Benzouien  | F91 Dudelange | 3     | 348'           |
| 6    | Dirk Kuyt         | Fenerbahçe    | 3     | 356'           |
| 6    | Dejan Mezga       | Maribor       | 3     | 359'           |
| 6    | Ideye Aide Brown  | Dynamo Kyiv   | 3     | 360'           |
| 6    | Modou Sougou      | CFR Cluj      | 3     | 360'           |
| 6    | Robert Berić      | Maribor       | 3     | 515'           |
| 6    | Marcos Tavares    | Maribor       | 3     | 540'           |

| Rank | Name               | Team               | Assists | Minutes played |
| ---- | ------------------ | ------------------ | ------- | -------------- |
| 1    | Alfreð Finnbogason | Helsingborg        | 4       | 340'           |
| 2    | Ivan Stoyanov      | Ludogorets Razgrad | 3       | 164'           |
| 2    | Denys Harmash      | Dynamo Kyiv        | 3       | 181'           |
| 2    | Kanu               | Anderlecht         | 3       | 242'           |
| 2    | Stefan Babović     | Partizan           | 3       | 292'           |
| 2    | Georgios Samaras   | Celtic             | 3       | 335'           |
| 2    | William            | Valletta           | 3       | 360'           |
| 2    | Roderick Briffa    | Valletta           | 3       | 360'           |
| 2    | Charlie Mulgrew    | Celtic             | 3       | 360'           |
| 2    | Goran Cvijanović   | Maribor            | 3       | 517'           |